# Liste von UP-Lokomotiven mit Sonderlackierung
Die Liste von UP-Lokomotiven mit Sonderlackierung enthält eine Übersicht der von der Union Pacific Railroad zu besonderen Anlässen mit einer besonderen Lackierung versehenen Lokomotiven.
Abweichend von der normalen Farbgebung der Lokomotiven der Union Pacific Railroad erhielten ab 1991 verschiedene Diesellokomotiven eine abweichende Lackierung.
Erste größere Aktionen mit einer Sonderlackierung an Lokomotiven erfolgten in den Jahren 1996 und 2001 für die Sonderzüge für den Transport des olympischen Feuers zu den Wettkampfstätten.
In den Jahren 2005 und 2006 wurden sechs Lokomotiven mit Lackierungen versehen, die an die Farbschemata von Vorgängergesellschaften der Union Pacific angelehnt wurden. Es wurden dabei die Lokomotiven ausgewählt, deren Betriebsnummer dem Jahr der Übernahme der jeweiligen Gesellschaft entspricht.
| Jahr | Lok-Nr. | Typ         | Thema                                                        | Foto bzw. Link |
| ---- | ------- | ----------- | ------------------------------------------------------------ | -------------- |
| 1991 | 3593    | EMD SD40-2  | Desert Victory                                               |                |
| 1994 | 3300    | EMD SD40-2  | United Way of America                                        |                |
| 1996 | 1896    | EMD SD40-2  | Olympische Fackel 1996 Atlanta: 100 Jahre Olympische Spiele  |                |
| 1996 | 1996    | EMD SD40-2  | Olympische Fackel 1996 Atlanta: 100 Jahre Olympische Spiele  |                |
| 2001 | 2001    | EMD SD70M   | Olympische Fackel 2002 Salt Lake City                        |                |
| 2001 | 2002    | EMD SD70M   | Olympische Fackel 2002 Salt Lake City                        |                |
| 2005 | 1982    | EMD SD70ACe | Heritage Locomotive: Missouri Pacific Railroad               |                |
| 2005 | 1983    | EMD SD70ACe | Heritage Locomotive: Western Pacific Railroad                |                |
| 2005 | 1988    | EMD SD70ACe | Heritage Locomotive: Missouri-Kansas-Texas Railroad          |                |
| 2006 | 1989    | EMD SD70ACe | Heritage Locomotive: Denver and Rio Grande Western Railroad  |                |
| 2006 | 1995    | EMD SD70ACe | Heritage Locomotive: Chicago and North Western Railway       |                |
| 2006 | 1996    | EMD SD70ACe | Heritage Locomotive: Southern Pacific Transportation         |                |
| 2005 | 4141    | EMD SD70ACe | Präsident George H. W. Bush                                  |                |
| 2010 | 2010    | GE ES44AC   | 100 Jahre Pfadfinder                                         |                |
| 2010 | 7400    | GE ES44AC   | Rosa Schleife für Solidarität mit von Brustkrebs Betroffenen |                |
| 2017 | 1943    | EMD SD70ACe | The Spirit, honoring U.S. Armed Forces                       |                |
| 2019 | 1111    | EMD SD70ACe | Employee Pride                                               |                |
| 2021 | 1979    | EMD SD70M   | "We Are ONE" Employee Resource Group                         |                |